# 프랑코 발두치
프랑코 발두치(Franco Balducci, 1922년 11월 23일 ~ 2001년 6월 7일)는 이탈리아의 배우, 영화배우이다.
페루자에서 태어났으며 베토나에서 사망하였다.

## 영화
- 무솔리니의 마지막 장 (1974년)
- 위대한 결투 (1972년)
- 라 슈퍼테스티몬 (1971년)
- 황야의 분노 (1967년) - 슬림 역
- 데스 라이즈 어 호스 (1967년)
- 더 퀸스 (1966년)
- 러브메이커 (1961년)
- 카비리아의 밤 (1957년)
- 스트레인저 온 더 프라울 (1952년)